# 大九薬品
大九薬品株式会社 （だいきゅうやくひん）は、医薬品・医療機器の卸売を中心とする日本の企業であった。現在はスズケングループの一社「翔薬」である。

## 概要
- 本社は 福岡県北九州市小倉北区中井4-12-18
- 代表取締役社長 佐藤幹夫
- 資本金 3,000万円

## 沿革
- 1964年（昭和39年）4月 - 設立
- 1980年（昭和55年）5月 - 大黒南海堂に吸収合併される

## 営業所
- 直方営業所・福岡県直方市大字頓野字縄手下3860-1

## 主な取引メーカー
- 三共23.1%
- エーザイ10.5%
- ヘキストジャパン7.9%
- 興和7.3%
- 山之内製薬6.2%
- 鳥居薬品3.4%
- 扶桑薬品3.0%
- フナイ2.6%
- 台糖ファイザー2.6%
- 富山化学2.0%
- 森下製薬2.0%